# Haplanthodes
- Commons
- Wikispecies

Haplanthodes Kuntze, segundo o Sistema APG II, é um gênero botânico da família Acanthaceae, natural da Índia.

## Sinonímia
- Bremekampia Sreem.

## Espécies
Apresenta quatro espécies:
- Haplanthodes nilgherrensis
- Haplanthodes plumosa
- Haplanthodes tentaculatus
- Haplanthodes verticillatus
- «Lista das espécies»

## Nome e referências
Haplanthodes Kuntze, 1903

## Classificação do gênero
| Sistema | Classificação                       | Referência            |
| ------- | ----------------------------------- | --------------------- |
| APG II  | Ordem Lamiales, família Acanthaceae | APweb, versão 9, 2008 |